# Johansonia brasiliensis
Johansonia brasiliensis är en svampart som beskrevs av Arx 1960. Johansonia brasiliensis ingår i släktet Johansonia och familjen Saccardiaceae.   Inga underarter finns listade i Catalogue of Life.